# Motyżyn
Motyżyn (ukr. Мотижин) – wieś na Ukrainie, w obwodzie kijowskim, w rejonie buczańskim. W 2001 liczyła 1209 mieszkańców.
W czasie okupacji w 2022 żołnierze rosyjscy dopuścili się mordu na sołtys wsi Oldze Suchenko oraz jej rodzinie.